# Шерзод Намозов
Шерзод Намозов (нар. 3 серпня 1992) — узбецький паралімпійський дзюдоїст з вадами зору. Здобув золоту медаль на літніх Паралімпійських іграх 2016 у категорії чоловіків до 60 кг.Також брав участь у літніх Паралімпійських іграх 2020 у Токіо.